# وست آتنز (کالیفرنیا)
وست آتنز (به انگلیسی: West Athens) یک منطقهٔ مسکونی در ایالات متحده آمریکا است که در شهرستان لس‌آنجلس، کالیفرنیا واقع شده‌است. وست آتنز ۳٫۴۶۱ کیلومتر مربع مساحت و ۸٬۷۲۹ نفر جمعیت دارد و ۵۸ متر بالاتر از سطح دریا قرار دارد.